# Butajīra
Butajīra är en ort i Etiopien.   Den ligger i regionen Southern Nations, i den centrala delen av landet, 110 km söder om huvudstaden Addis Abeba. Butajīra ligger 2 073 meter över havet och antalet invånare är 30 502.
Terrängen runt Butajīra är huvudsakligen kuperad, men den allra närmaste omgivningen är platt. Runt Butajīra är det tätbefolkat, med 343 invånare per kvadratkilometer. Det finns inga andra samhällen i närheten. Omgivningarna runt Butajīra är huvudsakligen savann.